# Jonathan Hivert
Jonathan Hivert (* 23. März 1985 in Chambray-lès-Tours) ist ein französischer Radrennfahrer.

## Karriere
Jonathan Hivert wurde 2003 in der Junioren-Klasse sowohl beim Cyclocross, als auch im Straßenrennen französischer Vizemeister. Ende der Saison 2005 fuhr er bei dem ProTeam Crédit Agricole als Stagiaire und erhielt dort 2006 seinen ersten regulären Vertrag. Sein erster Erfolg in der UCI WorldTour gelang ihm 2012 bei der zweiten Etappe der Tour de Romandie im Bergaufsprint des Pelotons. Im Jahr 2013 gewann er die Gesamtwertung der Étoile de Bessèges und zwei Etappen der Andalusien-Rundfahrt. Nach einigen sieglosen Jahren gewann Hivert u. a. 2017 die Gesamtwertung der Vuelta a Castilla y León und 2018 die Gesamtwertung der Tour du Haut-Var und eine Etappe bei Paris-Nizza.

## Erfolge
2008
- eine Etappe Circuit de Lorraine

2010
- Grand Prix de la Marseillaise

2011
- eine Etappe Ruta del Sol
- Paris–Troyes
- Klasika Primavera

2012
- eine Etappe Tour de Romandie

2013
- Gesamtwertung Étoile de Bessèges
- zwei Etappen Vuelta a Andalucía

2017
- Gesamtwertung, Punktewertung und eine Etappe Vuelta a Castilla y León

2018
- Gesamtwertung, Punktewertung und zwei Etappen Tour du Haut-Var
- eine Etappe Paris-Nizza
- Tour du Finistère

2019
- Gran Premio Miguel Induráin
- eine Etappe Aragon-Rundfahrt

## Grand Tour-Platzierungen
| Grand Tour            | 2009 | 2010 | 2011 | 2012 | 2013 | 2014 | 2015 | 2016 | 2017 | 2018 | 2019 | 2020 |
| --------------------- | ---- | ---- | ---- | ---- | ---- | ---- | ---- | ---- | ---- | ---- | ---- | ---- |
| Giro d’ItaliaGiro     | –    | –    | –    | –    | –    | –    | –    | –    | –    | –    | –    | –    |
| Tour de FranceTour    | 154  | –    | 97   | –    | 151  | –    | –    | –    | –    | –    | –    | –    |
| Vuelta a EspañaVuelta | –    | –    | –    | –    | –    | –    | –    | –    | –    | –    | –    | 86   |

## Teams
- 2006 Crédit Agricole
- 2007 Crédit Agricole
- 2008 Crédit Agricole
- 2009 Skil-Shimano
- 2010 Saur-Sojasun
- 2011 Saur-Sojasun
- 2012 Saur-Sojasun
- 2013 Sojasun
- 2014 Belkin-Pro Cycling Team
- 2015 Bretagne-Séché Environnement
- 2016 Fortuneo-Vital Concept
- 2017 Direct Énergie
- 2018 Direct Énergie
- 2019 Direct Énergie / Total Direct Énergie
- 2020 Total Direct Énergie